# نورترن تراست

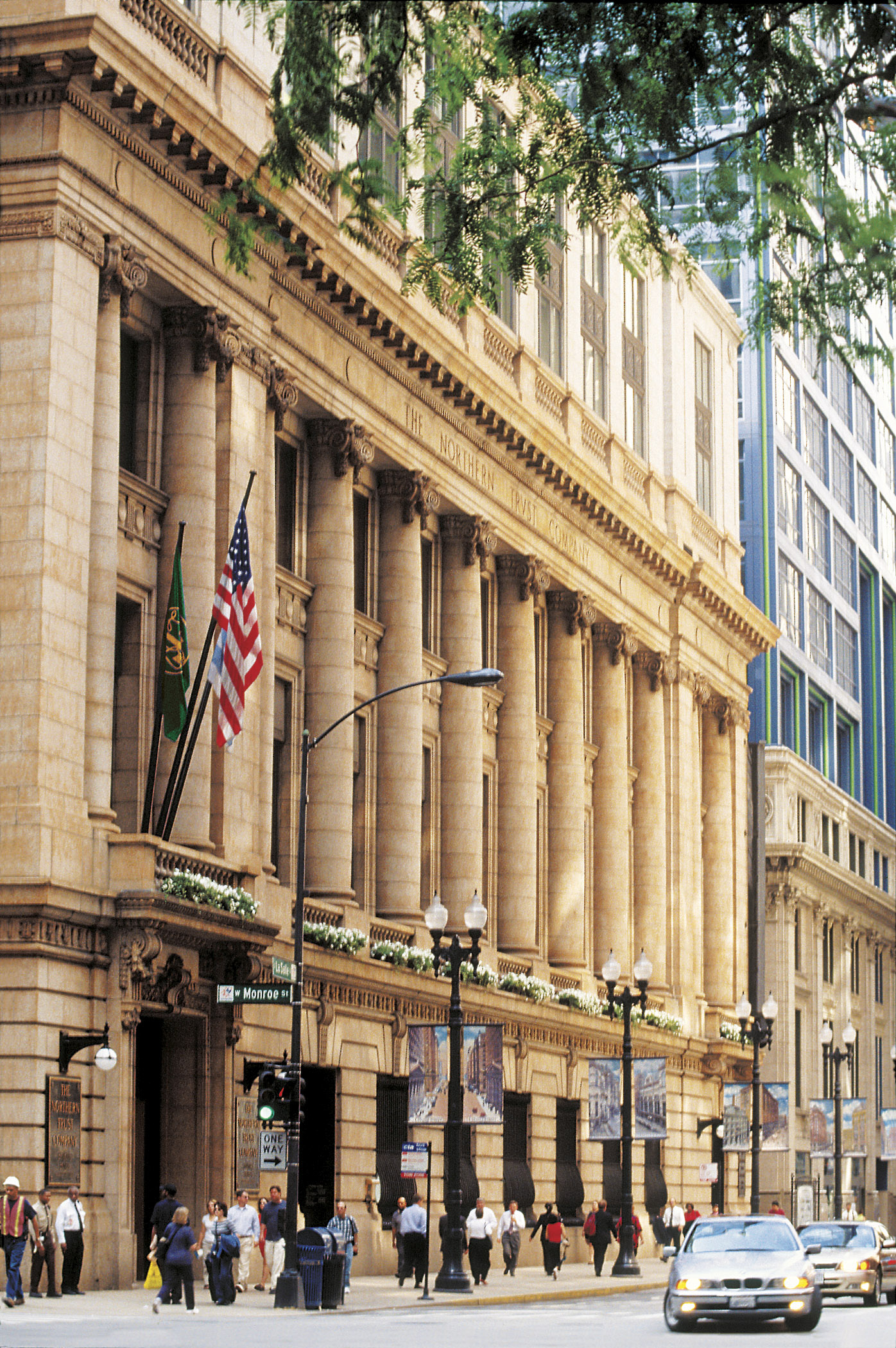
ساختمان مرکزی نورترن تراست

نورترن تراست (به انگلیسی: Northern Trust) شرکت خدمات مالی آمریکایی است، که در زمینه ارائه خدمات بانکداری اختصاصی، مدیریت سرمایه‌گذاری، مدیریت ثروت، مدیریت دارایی و بانکداری شرکتی فعالیت می‌نماید.
شرکت نورترن تراست در سال ۱۸۸۹ توسط بایرون لافلین اسمیت، در یک اتاق، در ساختمان اداری روکری، در شهر شیکاگو راه‌اندازی شد و در حال حاضر دارای ۸۵ شعبه در ایالات متحده آمریکا و ۱۷ دفتر خدماتی در آمریکای شمالی، اروپا و آسیا-اقیانوسیه می‌باشد.
در ماه ژوئن ۲۰۱۳ دارایی‌های بانکی نورترن تراست معادل ۹۷ میلیارد دلار، دارایی‌های تحت نظارت آن بالغ بر ۵ تریلیون دلار و دارایی‌های تحت مدیریت آن بیش از ۸۰۳ میلیارد دلار برآورد گردید. دفتر مرکزی این شرکت در شهر شیکاگو، ایلی‌نوی قرار دارد و بخشی از سهام آن در بازار بورس نزدک معامله می‌شود.